# موهان بارمار
موهان بارمار (بالإنجليزية: Mohan Parmar)‏ (15 مارس 1948، مهسانا في الهند)؛ روائي هندي.